# Markelfinger Winkel und westlicher Gnadensee
Das Naturschutzgebiet Markelfinger Winkel und westlicher Gnadensee liegt auf dem Gebiet der Stadt Radolfzell am Bodensee sowie der Gemeinden Reichenau und Allensbach im Landkreis Konstanz in Baden-Württemberg. Es wurde am 9. August 2023 vom Ministerium für Verkehr Baden-Württemberg und vom Regierungspräsidium Freiburg durch Verordnung ausgewiesen.

## Lage
Das 257,4 Hektar große Gebiet besteht aus zwei Teilgebieten. Das größere westliche Teilgebiet umfasst den westlichen Gnadensee zwischen der Halbinsel Mettnau und dem Stadtteil Markelfingen und dessen Uferbereiche. Das östliche Teilgebiet umfasst einen Bodenseeufer-Abschnitt an der Gemeindegrenze zwischen Allensbach uns Reichenau. Das Gebiet gehört zum Naturraum Hegau.

## Schutzzweck
Wesentlicher Schutzzweck des Gebiets ist laut Schutzgebietsverordnung „die Erhaltung und Entwicklung des Gebietes als strukturierte Uferzone aus Streuwiesen, Schilfzonen und Strandrasen von teils internationaler Bedeutung sowie mit einer ungestörten Gewässerökologie; [als] Lebensraum zahlreicher gefährdeter, zum Teil stark gefährdeter Tier- und Pflanzenarten; [als] Lebensraum seltener und gefährdeter Brutvogelarten in ufer- und schilfnahen Bereichen; [als] Mauser- und Rastgebiet von landesweiter bis internationaler Bedeutung für diverse Wasservogelarten; [sowie als] Bodenseelandschaft von besonderer Eigenart und Schönheit.“ Außerdem ist die Erhaltung, Sicherung und Entwicklung der in dem Gebiet vorkommenden Lebensraumtypen und Arten nach Anhang I und II der FFH-Richtlinie, sowie der Vogelarten nach Anhang II der Vogelschutzrichtlinie als Schutzzweck angegeben.

## Geschichte
Ein Teil des Gebiets war bereits seit 1982 als Naturschutzgebiet Bodenseeufer auf Gemarkung Markelfingen ausgewiesen. Dieses wurde mit der Neuverordnung aufgehoben. Ein kleinerer Teil des Gebiets war zudem seit 1984 Teil des Naturschutzgebiets Halbinsel Mettnau und wurde mit der Neuverordnung in das neue Naturschutzgebiet übernommen.